# 세라 래퍼티
세라 래퍼티(Sarah Rafferty, 1972년 12월 6일 ~ )는 미국의 배우이다.

## 출연 작품
- 슈츠 시즌5 (2015)
- 슈츠 시즌4 (2014)
- 슈츠 시즌3 (2013)
- 슈츠 시즌2 (2012)
- 스몰, 뷰티풀리 무빙 파트 (2011)
- 포 싱글 파더 (2009)
- 풋볼 와이브스 (2007)
- 이스트 브로드웨이 (2006)
- 사커 독 2 - 유럽컵 (2004)